# RX Leporis
Désignations
RX Leporis, abrégée en RX Lep, également désignée HD 33664, est une étoile géante de la constellation du Lièvre. C'est une géante rouge ainsi qu'une variable semi-régulière. Selon la mesure annuelle de sa parallaxe par le satellite Hipparcos, l'étoile se situe à environ 490 années-lumière du système Solaire. 

## Propriétés physiques

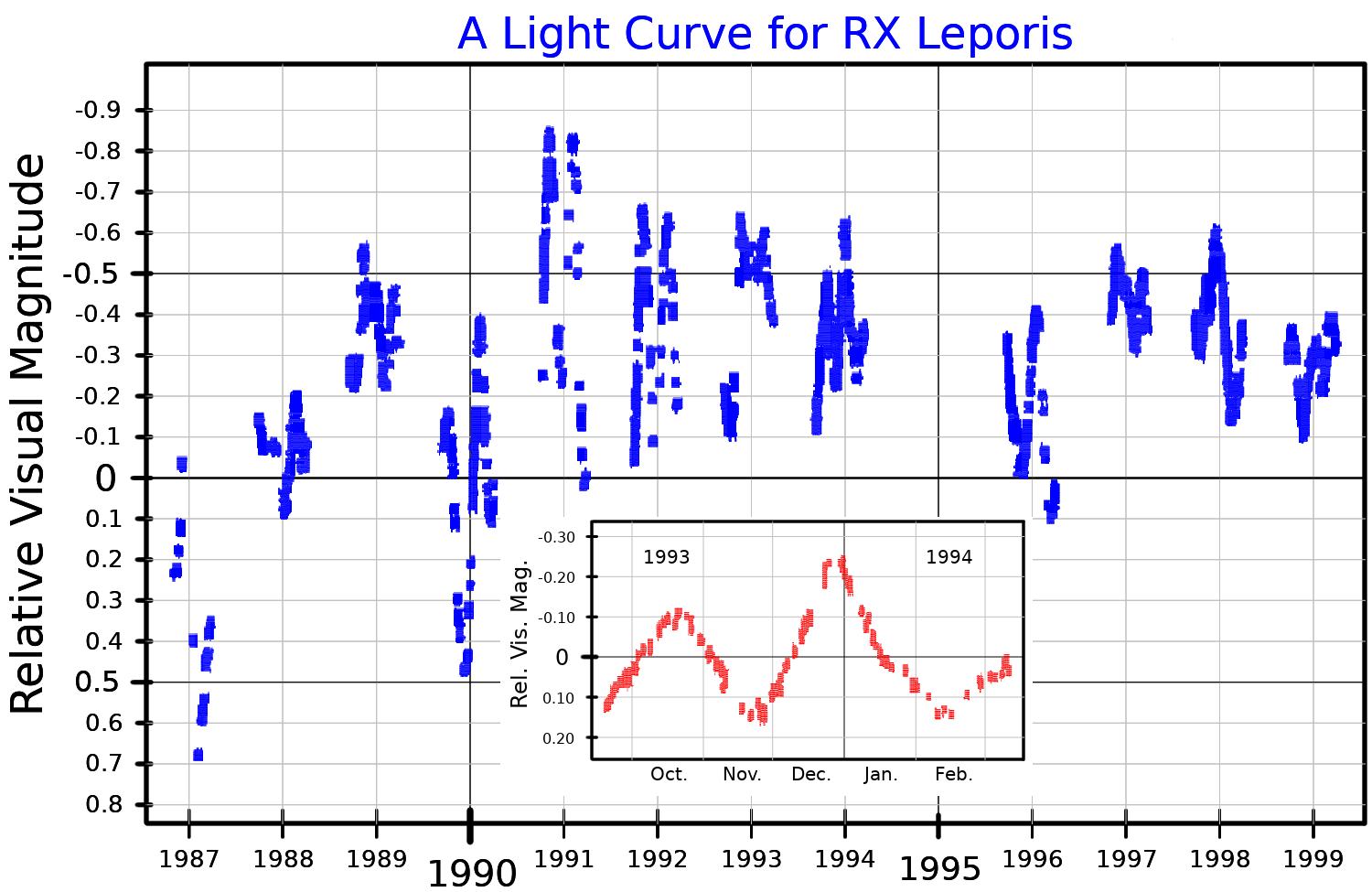
Courbe de lumière en bande visible de RX Leporis. Le graphique principal montre la variation de luminosité à long terme et le graphique en médaillon montre la variation à court terme. Adapté de Percy (2001).

RX Leporis a une magnitude apparente qui varie entre 5 et 7,4. À son plus brillant, elle est faiblement visible à l'œil nu, et à son plus faible, elle est visible avec des jumelles. Dans le ciel, elle se trouve à environ 4 degrés au sud de Rigel et est située à 25 minutes d'arc de Iota Leporis.